# Anoba muffula
Anoba muffula là một loài bướm đêm trong họ Erebidae.